# Arachnopeziza aurelia
Arachnopeziza aurelia är en svampart som först beskrevs av Christiaan Hendrik Persoon, och fick sitt nu gällande namn av Karl Wilhelm Gottlieb Leopold Fuckel 1870. Arachnopeziza aurelia ingår i släktet Arachnopeziza och familjen Hyaloscyphaceae.  Arten är reproducerande i Sverige. Inga underarter finns listade i Catalogue of Life.